# OBEX
OBEX(OBject EXchange 또는 IrOBEX)는 장치 간 바이너리 오브젝트 교환을 용이케 하는 통신 프로토콜이다. IrDA에 의해 관리되고 있으나 블루투스 스페셜 인터레스트 그룹과 오픈 모바일 연합의 SyncML에도 채택되고 있다. OBEX가 최초로 응용된 사례들 중에는 팜 III가 있다. PDA와 수많은 이후 세대들은 OBEX를 사용하여 명함, 데이터, 심지어는 애플리케이션의 교환도 가능케 했다.
OBEX가 원래 적외선용으로 설계되었으나 현재는 블루투스에 채택되었으며 RS-232, USB, WAP, 그리고 Livescribe 스마트펜 등의 장치들에도 채택되고 있다.

## 구현

### javax.obex
블루투스용 Java API의 선택적 패키지 javax.obex는 자바로 OBEX의 구현체를 제공한다.

### OpenObex
OpenObex는 OBEX의 C 언어 오픈 소스 구현체이다. IrDA, 블루투스, USB, TCP/IP를 통한 연결 기능을 제공하며 오브젝트를 만들고 수신 데이터를 관리한다. 클라이언트 애플리케이션의 예는 다음과 같다:
```
void
 
callback_function
(...)
 
{

  
/* process received data */

}

int
 
main
()
 
{

  
OBEX_Init
(...,
 
callback_function
);

  
OBEX_TransportConnect
(...);

  
object
=
OBEX_ObjectNew
(...);

  
OBEX_ObjectAddHeader
(
object
,
 
...);

  
OBEX_ObjectAddHeader
(
object
,
 
...);

  
OBEX_Request
(...,
 
object
);

  
while
(...)

    
OBEX_HandleInput
(...)

  
object
=
OBEX_ObjectNew
(...);

  
OBEX_ObjectAddHeader
(
object
,
 
...);

  
OBEX_Request
(...,
 
object
);

  
while
(...)

    
OBEX_HandleInput
(...)

  
/* ... */

  
OBEX_TransportDisconnect
(
handle
);

  
OBEX_Cleanup
(
handle
);

}

```

### PyOBEX 및 nOBEX
PyOBEX는 파이썬으로 OBEX의 부분 지원을 제공한다. nOBEX는 더 완전한 OBEX 지원을 제공하는 PyOBEX의 포크(fork)이며 블루투스 핸즈프리 프로파일을 지원한다.